# Chromothericles uguenoensis
Chromothericles uguenoensis is een rechtvleugelig insect uit de familie Thericleidae. De wetenschappelijke naam van deze soort is voor het eerst geldig gepubliceerd in 2009 door Hemp.